# 81355
81355 — американський хіп-хоп гурт, з Індіанаполіса, Індіана, створений в 2021 році.
Під час пандемії COVID-19 хлопці розважались шифруванням.
В назві гурту, 81355, зашифровано слово Bless.
Гурт підписав контракт з лейблом 37d03d. Власники лейблу — Джастін Вернон ( Justin Vernon) з гурту Bon Iver’s, Аарон Десснер (Aaron Dessner) та Брайс Десснер (Bryce Dessner) з гурту The National. В назві 37d03d зашифровано перевернуте слово PEOPLE.
Троє ветеранів хіп-хопу в Індіанаполісі під час пандемії COVID-19 записали 30-хвилинний альбом. У 2021 році гурт 81355 випустив альбом This Time I'll be of Use і став першим хіп-хоп супергуртом в Індіанаполісі. Альбом отримав схвальні відгуки критиків.
Останній сингл гурту, «Capstone», отримав супровідне музичне відео.

## Склад гурту
- Орео Джонс (Oreo Jones),
- Сіріус Блвк (Sirius Blvck),
- Седкейн Аркайвс (Sedcairn Archives).

## Дискографія
Альбоми
- This Time I'll be of Use (2021, 37d03d)

Сингли
- «Capstone»